# Strategisk design
Strategisk design är ett sätt att arbeta med design i ett bredare perspektiv som innefattar mer än formgivning. I strategisk design har designprocessen fler ändamål än att ta fram produkter och kan till exempel ses som ett strategiskt redskap för att urskilja problem och möjligheter som utvecklar hela organisationen. Strategisk design kan sägas handla om att ta ett helhetsgrepp där kunskaper inom design och marknadsföring kompletterar varandra, man kan också säga att det handlar om ett möte mellan design och management. Strategisk design kan genom detta utveckla och stärka allt från den enskilda produkten eller tjänsten till organisationens varumärke och identitet. Detta sker ofta med ett starkt brukarfokus som är en viktig del i designprocessen.

## Historia
En av de första som breddade synen på design var Peter Behrens. Genom sitt arbete på AEG visade han världen hur design kan integreras i hela företaget. Även om Behrens inte använde designprocessen som ett strategiskt redskap, förenade han design med varumärke. Detta gjorde han genom enhetlig och genomtänkt design för allt från produktsortiment och grafisk profil till fabriksbyggnader.
En av de första i Sverige som tog upp det faktum att design kan användas för mer än formgivning var grafikern Olle Eksell. År 1964 gav Eksell ut boken Design = ekonomi. I den diskuterade han hur design förutom formgivning av produkter och grafisk profil även handlar om att förenkla, förtydliga, ekonomisera och stimulera organisation, produktion, distribution och kommunikation för hela företaget.